# Походчане
Походча́не (колымчане) — субэтническая группа русских в селе Походск (от которого они получили своё название) и в посёлке Черский Нижнеколымского района (улуса) республики Саха (Якутия) (в низовьях реки Колымы).

## Русские старожилы Якутии
Русские старожилы Якутии, сохранившиеся до настоящего времени, разделяются на две территориальные группы, имеющие общее происхождение, но длительное время развивавшиеся обособленно друг от друга в разном иноэтническом окружении, в разных природных условиях и с разной степенью изоляции от основного русского населения Сибири. К ним относятся жители приполярных районов (русскоустьинцы и походчане (колымчане)) и жители таёжных районов (якутяне или ленские крестьяне).
Походчане входят в группу русских старожилов, проживающих в двух регионах на северо-востоке Якутии в арктической области. Близкая им группа — это русскоустьинцы (индигирщики) в низовьях реки Индигирки (село Русское Устье и посёлок Чокурдах). Общая их численность около тысячи человек. По антропологическим чертам они метисы, по способу ведения хозяйства близки к юкагирам и северным якутам, по верованиям православные христиане, сохраняющие некоторые языческие традиции, по языку и этническому самосознанию русские. Походчане, как и русскоустьинцы относятся к типу русских субэтнических групп, для которых характерны — малочисленность, островное проживание в областях расселения северных народов. Вследствие общности происхождения и тесных культурных связей, общей исторической судьбы походчане и русскоустьинцы обладают культурным единством.

## Колымчане
Русские старожилы на Колыме образуют две большие группы — нижнеколымчан и среднеколымчан, сложившихся в среднем и нижнем течении Колымы со времени появления на этой территории русских первопроходцев в XVII веке. Из-за более обособленного положения сейчас сохраняет свой образ жизни, традиции, особенности говора только нижнеколымская группа (в селе Походск), среднеколымчане же (на территории проживания которых было значительное число ссыльных) слились с основным русским населением.

## Происхождение и история

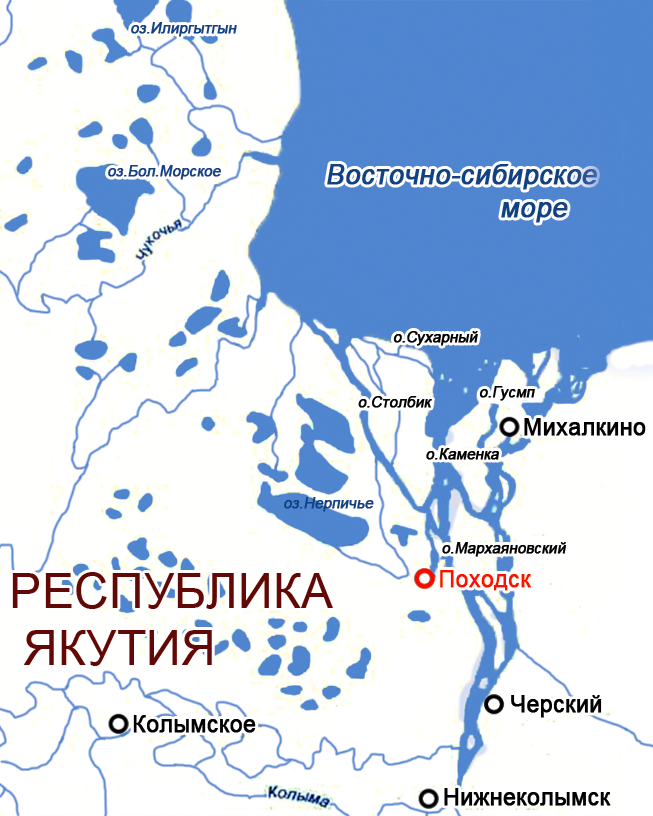
Походск. Низовья Колымы

Походчане относятся к субэтническим группам смешанного происхождения, образованным в ходе колонизации русскими новых земель, при вступлении ими в межэтнические браки и заимствовании иноэтничных элементов культуры. Походчане сформировались в процессе метисации русских с юкагирами и эвенами (что сказалось на их антропологическом облике, в котором сильны монголоидные черты), перенимая их образ жизни, но сохраняя русские язык и самосознание. При этом в конце XIX века этническое самосознание колымчан было неопределённым, в этом ключевую роль сыграла длительная изоляция от других русских, а также, возможно, происхождение из сибирских казаков (включавших нерусские элементы), этнограф В. Г. Богораз пишет, что походчане говорили о себе: «Какие мы йусские, мы койымский найод».
Русские переселенцы появились в низовьях реки Колымы в XVII веке, Иван Ерастов и Дмитрий Михайлов (Зырян Ярило) прошли с Индигирки на Алазею морем, а в 1641 году Михаил Стадухин достиг морем Колымы. В 1643 году Стадухин уже поставил зимовье на Колыме — Среднеколымский острог и не позднее лета 1647 года Нижнеколымский, рядом с ним основывают село Походск.
Название селу дали, по-видимому, от слова «поход», так как отсюда казаки отправлялись в походы и на запад, и на восток для встреч с воинственными чукчами. Походск не раз подвергался нападению чукчей-шелагов, приплывавших на байдарах из-за Шелагского мыса.
По преданию последнее нападение шелагов было в конце XVIII века (в 1891 году исследователи Колымского края встречали людей старшего поколения на заимке Керетово, которые ещё помнили эти нападения). С тех пор установился мир. Русские отказались от завоеваний чукотской земли, а чукчи перестали нападать на их деревни.
Ещё в самом начале своей истории с местечка Малая Чукочья (где сначала обосновались походчане) из-за часто пересыхавшей реки и конфликтов с чукчами село было перенесено на юг, где и расположен теперь современный Походск. Из-за неопределённости социального статуса походчане в XIX веке записывались в казаки, хотя отношения к казачеству они давно уже не имели.
В начале 1940-х годов руководство района приняло решение перенести Походск на правый берег Каменной Колымы, но через 3 — 4 года походчане вернулись на родные места, где были лучше охотничьи угодья и места для рыбной ловли. В начале 70-х годов Походск объявили «неперспективным». Была закрыта школа, планировалось ликвидировать сельский Совет и всех жителей перевести в райцентр, но со второй половины 70-х годов началось постепенное возрождение древнего села и в настоящее время Походск — современный посёлок, где появилось центральное отопление, открыт детский сад, начальная школа преобразована в восьмилетнюю.
В 2008 году в Походске было отмечено 365-летие со дня основания села. На протяжении всей своей истории походчане старались поддерживать контакты с русскоустьинцами, с которыми имели общие происхождение и культуру, они издавна обменивались невестами, чтобы сохранить свой род и православную веру.
За 3 — 4 столетия проживания в приполярных районах походчане сумели приспособиться к местным условиям, перенять от соседних с ними коренных жителей (юкагиров, эвенов, чукчей) черты культуры, образа жизни, необходимые для выживания в суровых арктических областях, и стали воспринимать эти места как единственную, родную среду обитания.
На протяжении нескольких веков жизни в новых для русских природных условиях и в некоторой изоляции от других групп русского населения у походчан происходили процессы как утраты части русской, так и выработки элементов своей собственной культуры, также происходило взаимовлияние культур походчан и юкагиров, что способствовало успешной адаптации к жизни в полярных широтах.

## Особенности говора
Этнограф и лингвист В. Г. Богораз, отмечал диалектные особенности колымского русского говора в своём исследовании «Колымское русское областное наречие». Говор походчан приобрёл так называемое «сладкоязычие», выражающееся в произношении «л», «ль», «рь» и иногда «р» как «й» (голова — гойова, золото — зойото, Колыма — Койыма; дорога — дойога, хорошо — хойосо); также было распространено «соканье»: замена шипящих звуков на свистящие (шапка — сапка, шуба — суба, живот — зивот, пассажир — пассазир).
Алексей Чикачёв указывает, что походчане считали, что их говор имеет истоки на Русском Севере.

## Культура, хозяйство и быт
Основными занятиями походчан были рыболовство и песцовый промысел. Песцовые ловушки колымских старожилов когда-то располагались по тундре до реки Алазеи, до владений русскоустьинцев. Рогатого скота и лошадей походчане не держали, как и не занимались оленеводством в отличие от их соседей юкагиров и чукчей. Для передвижения в зимнее время использовали ездовых собак.
Жилища представляли собой или рубленый дом из плавникового леса с плоской крышей из бревенчатого наката, засыпанного землёй, или дом, сооружённый из вертикально поставленных наклоном внутрь брёвен. Жилое помещение соединялось с хозяйственными постройками. Отличительная особенность любого помещения колымских старожилов — иконы в правом углу, камелёк (чувал) в левой стороне дома, сени с двумя дверями на случай снежных заносов. На месте летней рыбалки строили дом — урасу, так же как и северные народы — из брёвен, жердей и дёрна, с открытой верхней частью, костром в качестве очага и оленьей шкурой вместо двери.
Одежду для дома старожилы шили из покупной материи или ровдуги и по покрою она не отличалась от севернорусской. Для промысла шили одежду из оленьих и нерпичьих шкур, такую же как у чукчей и юкагиров. Мужчины зимой предпочитали носить плеки или щеткари чукотского образца — дорожную обувь из оленьего камуса с подошвами из оленьих щёток (кусочков жёсткого меха с лап оленя), а весной и летом — юкагирские бродни — мягкие сапоги-чулки из дымлёной ровдуги, подвязывавшиеся у щиколотки и под коленом. Женщины летом носили мягкие сапоги из конской кожи или ровдуги, а зимой из оленьего меха. По праздникам женщины надевали калиплики (килипелики) — юкагирские торбаза из белой жёлтой ровдуги с головками из чернёной сыромяти, расшитые цветными нитками и бисером.
Основой питания колымчан является белковая пища: оленина, дичь, но прежде всего — рыба.
Рыба служила и служит походчанам основной пищей круглый год, помимо таких распространённых на севере рыбных блюд как строганина у колымских старожилов существовали и необычные рецепты. Так А. Гедеонов в книге «За Полярным кругом» в 1896 году пишет о блинах (у походчан, не знавших муки), выпеченных из толчёной икры на рыбьем жиру. Колымские старожилы помимо приготовления также знают много способов консервации рыбы. Использование походчанами прокисшей рыбы являлось древней традицией поморов: «квашеная» рыба спасала людей от цинги.
Взаимоотношения на Колыме походчан и северных народов иллюстрирует, например, такой факт, что в 1866 году один чукча пожертвовал голодающим русским 130 оленей. И таких примеров множество. Как все жители Колымы знали русский язык, так и походчане могли изъясняться и по-чукотски и по-юкагирски. Также об уважительных и дружественных отношениях народов говорят нередкие межэтнические браки.
В фольклоре походчан были произведения оригинального жанра, получившие название «андыльщины» — полуимпровизированные любовные песни («опевания») с уменьшительно-ласкательными словами типа «колымочка», «чукчаночка», «Мишаночка» и т. п. и «голубком» и «соловьём» в качестве основных персонажей (хотя этих птиц исполнители никогда не видели). Наиболее популярны были танцы «Рассоха» и «Виноградье», песни и частушки, музыкальные инструменты, имевшие русское происхождение — балалайка, скрипка, гармонь (посетивший эти места в 1929 году писатель Н. П. Вагнер в своей книге «Человек бежит по снегу» (Л., 1934) описывал самодельные балалайки походчан «на две струны», и скрипки, которые при игре на них упирают в живот).
Старинные русские песни и былины бережно передавались из поколения в поколение. В. Г. Богораз в своих исследованиях коренных жителей севера отмечает, что походчане при полном незнакомстве со множеством предметов, упоминаемых в песне, помнят о них на протяжении многих поколений жизни в тундре, так в их памяти сохраняются имена рек и городов: Дон, Волга, Казань, Астрахань и другие. Хотя уже давно никто из северян не имеет понятия о том, где находятся все эти города и реки.
В настоящее время в селе Походск создан свой ансамбль под названием «Рассоха», который за короткое время завоевал популярность в республике и удостоился звания «народного».

## Духовная культура
В духовной жизни и верованиях походчан сложился необычный синтез язычества, православия и культов северных народов. В дохристианском мире походчан (как и у русскоустьинцев) почитались «стихеи»: матушка сендуха (тундра), матушка сине море и матушка Колыма, батюшка cap-огонь; жили сендушный хозяин и водяная хозяйка, суседко, чудинка-пужанка, еретики и шулюкины. Обнаруживаются и отголоски представлений, восходящих к тотемизму. С большим почтением относились к медведю. В. Г. Богораз отмечает: «Медведя на Колыме называют дедушко, старик или просто он. Жители убеждены, что медведь — знахарь, слышит речи, которые люди говорят о нём даже шёпотом и угадывает людские мысли. Из-за этого суеверного почитания медведей вообще не бьют, и они в некоторых местах составляют серьёзное зло и систематически разоряют жителей».
«Стихеи» являлись неуловимыми, могучими и грозными силами, равными Богу, поэтому требовали к себе особого почтения. Также почитались силы менее властные. У старожилов заведено «кормление» огня (принесение жертвы батюшке cap-огню) и воды на удачу. Сендушный хозяин — один из главных персонажей в пантеоне старожилов, владелец всех промысловых зверей, похож на «православного человека» (в его доме есть даже иконы), у него жена, сын и старуха-няня. Застёгивает одежду на левую сторону, ездит в нарте, запряжённой волками, песцами, лисицами. Это, несомненно, славянский леший. Вот легенда колымчан о сендушном: «Сендушный хозяин в каждой местности свой бывает. В Мартьянове — свой, в Каретове — свой, в крепости — свой. Его не видит никто, только иногда, вроде как помрачение найдёт, и тогда увидишь… Он, может, и многим является, да другие не рассказывают, молчат, до смерти таят: может, они с ним орудуют, промышляют с ним. Кто своим трудом работает, тот наживет себе хозяйство, кто с ним — нет».
Водяная хозяйка обитала в реках и озёрах, а суседко жил за печкой и ничем не отличался от русского домового.
Злыми силами для старожилов являлись — пужанка, или чудинка (которая жила в пустых домах и летниках), шулюкины (жившие в проруби). Также старожилы верили в «еретиков». «Железнозубый еретик» — род упыря, который живёт в глубине лесов и питается трупами, ест и живых людей — считали колымчане.
Защитой от злых сил для старожилов являлись различного рода обереги (спасительные символы), хранившие особенно в долгую полярную ночь, когда полчища невидимых враждебных сил приближались к человеку.
Северная природа объединила людей, и дохристианские верования, обычаи, запреты, бытовавшие у старожилов во многом перекликаются с шаманизмом чукчей и юкагиров, и потому естественным было то, что походчане нередко обращались за помощью к шаманам. Шаман лечил людей, иногда его просили «ладить счастье» или принести удачу в промысле рыбы или песца.

## Современное положение
В настоящее время походчане, численностью примерно 300 человек, составляют родовую общину Походска. Традиционный песцовый промысел в последние годы практически прекратился из-за нерентабельности. Основной доход даёт рыболовство (в среднем по 100—150 тонн в год община организованно сдаёт концерну «Якутия»). Походчане не только рыбаки и охотники. Многие из них, получив специальное образование, работают в различных отраслях в городах России.
При Ассоциации коренных малочисленных народов Севера Республики Саха (Якутия) существует секция русских арктических старожилов села Походское Нижнеколымского района и села Русское Устье Аллаиховского района. Первым, кто возглавил общественную организацию, был Чикачев Алексей Гаврилович — известный в Якутии краевед, заслуженный работник народного хозяйства Республики Саха (Якутия), ведущий научный сотрудник ИПМНС СО РАН (Института проблем малочисленных народов Севера Сибирского отделения Академии наук России).
По инициативе А. Г. Чикачёва и А. В. Кривошапкина, при личной поддержке президента Якутии В. А. Штырова в апреле 2004 года был принят закон Республики Саха (Якутия) «О распространении положений Федерального Закона № 82 от 30.04.1999 года „О гарантиях прав коренных малочисленных народов Российской Федерации“ на русских арктических старожилов походчан и русскоустьинцев». Русские старожилы были включены в категорию малочисленного коренного населения Якутии в силу того, что они наряду с отличительными социальными характеристиками, культурным обликом, характерными для коренного населения, сохраняют традиционную систему жизнеобеспечения, прежде всего, такие специфические формы хозяйственной деятельности как охота, собирательство и др.

## Перепись 2002 года
Постановлением Госкомстата России от 02.09.2002 г. № 171 в алфавитный перечень национальностей и языков России, составленный Институтом Этнологии РАН РФ, включены походчане, колымчане и колымские. Походчанами во время переписи себя назвали 5 человек, колымчанами — 46 человек, колымскими — 15 человек.